# ヘルムート・グリーム
ヘルムート・グリーム（Helmut Griem、1932年4月6日 - 2004年11月19日）は、ドイツ出身の国際俳優である。1960年代から1970年代を中心に活躍した二枚目俳優。

## 略歴
ハンブルク出身。ハンブルクやウィーン、ミュンヘンで舞台俳優として活躍。1960年代から映画にも出演しはじめ、ヨーロッパを中心に活躍した。ハリウッド映画にも出演している。ルキノ・ヴィスコンティ監督作品と第45回米国アカデミー賞で8部門で受賞したボブ・フォッシー監督の『キャバレー』が代表作。
1961年の西ドイツ映画『Bis zum Ende aller Tage』（日本未公開）では若林映子（Akikoで出演）と共演している。
後年は舞台演出も手がけるようになった。
2004年11月19日、ミュンヘンで死去。墓はハンブルクにある。

## 主な出演作品
- 女は夜の匂い À cause, à cause d'une femme (1962年)
- 地獄に堕ちた勇者ども La caduta degli dei (1969年)
- マッケンジー脱出作戦 The McKenzie Break (1970年)
- ルート・ハルプファスの道徳 Die Moral der Ruth Halbfass (1972年)
- キャバレー Cabaret (1972年)
- ルードウィヒ/神々の黄昏 Ludwig (1972年)
- パレスチナ/怒りの戦場 Children of Rage (1975年)
- ある道化師 Ansichten eines Clowns (1976年)
- タタール人の砂漠 Il deserto dei Tartari (1976年)
- さすらいの航海 Voyage of the Damned (1976年)
- ガラスの独房（英語版） Die gläserne Zelle  (1978年)
- 秋のドイツ Deutschland im Herbst (1978年)
- 戦争のはらわたII Steiner - Das eiserne Kreuz, 2.Teil (1978年)
- ロアルド・ダール劇場/予期せぬ出来事 Tales of the Unexpected (1980年)
- ベルリン・アレクサンダー広場 Berlin Alexanderplatz (1980年)
- サン・スーシの女 La passante du Sans-Souci (1982年)
- 愛と戦いの日々 ロマノフ王朝 大帝ピョートルの生涯 Peter the Great (1986年) ミニシリーズ
- 第2の勝利 The Second Victory (1986年)
- 殺しのプロット/独裁者を消せ! The Plot to Kill Hitler (1990年)
- シューティング・スターズ Shooting Stars (1990年)